# Uba Debre Tsehay
Uba Debre Tsehay (ou Uba Debretsehay) est un woreda du sud de l'Éthiopie situé dans la zone Gofa. Partie sud de l'ancien woreda Zala Ubamale, ce district a 69 120 habitants en 2007 et fait partie de la région des nations, nationalités et peuples du Sud jusqu'au transfert de la zone dans la région Éthiopie du Sud en août 2023. Son centre administratif est Beto.
Le district est bordé au sud par la zone Debub Omo, à l'ouest par la zone Ari, au nord par Oyda et Demba Gofa, au nord-est par Zala, et à l'est par Kemba et Garda Marta[réf. souhaitée].
Son point culminant est le mont Argun (3 418 m) à proximité de la zone Ari.

## Données démographiques
D'après le recensement de 2007 mené par l'Agence centrale de statistique, ce district compte une population totale de 69 120 habitants dont 6% de citadins qui sont les 4 444 habitants de Beto. Environ 44 % des habitants du district sont protestants, 33 % sont de religions traditionnelles, 10 % sont orthodoxes et 2 % sont musulmans.
En 2022, la population du district est estimée à 96 069 personnes avec une densité de population de 127 personnes par km2 et 754 km2 de superficie.